# جيان بول كيسي امانجوا
جيان بول كيسي امانجوا (بالفرنسية: Jean-Paul Késsé Mangoua)‏ مواليد 15 ديسمبر 1984 لاعب كرة قدم من كوت ديفوار يجيد اللعب في خط الهجوم.

## روابط خارجية
- جيان بول كيسي امانجوا على موقع قاعدة بيانات كرة القدم.إي يو (الإنجليزية)
- جيان بول كيسي امانجوا على موقع Soccerway.com (الإنجليزية)